# Linfa
A linfa é um líquido que impregna o corpo, produzida quando o sangue atravessa os vasos capilares e vaza para o corpo; os poros dos capilares são pequenos e não permitem a passagem dos glóbulos vermelhos, mas deixam passar o plasma sanguíneo, contendo oxigênio, proteínas, glicose e glóbulos brancos. A linfa é transportada pelos vasos linfáticos em sentido unidirecional e filtrada nos linfonodos (também conhecidos como nódulos linfáticos ou gânglios linfáticos). Após a filtragem, é lançada no sangue, desembocando nas grandes veias torácicas.
É produzida pelo excesso de líquido que sai dos capilares sanguíneos no espaço intersticial ou intercelular, sendo recolhida pelos capilares linfáticos que drenam aos vasos linfáticos mais grossos até convergir em condutos que se esvaziam nas veias subclávias. 
Percorre o sistema linfático graças a débeis contrações dos músculos, da pulsação das artérias próximas e do movimento das extremidades. Se um vaso sofre uma obstrução, o líquido se acumula na zona afetada, produzindo-se um inchaço denominado edema. 

### Composição
A linfa é composta por um líquido claro pobre em proteínas e rico em lipídios,  parecido com o sangue, mas com a diferença de que as únicas células que contém são os glóbulos brancos que migram dos capilares sanguíneos, sem conter hemácias. A linfa é mais abundante do que o sangue nos vasos sanguíneos.

### Função
Este fluido é responsável pela eliminação de impurezas que as células produzem durante seu metabolismo. Pode conter microrganismos que, ao passar pelo filtros dos gânglios linfáticos e baço são eliminados. Por isso, durante certas infecções pode-se sentir dor e inchaço nos gânglios linfáticos do pescoço, axila ou virilha, conhecidos popularmente como "íngua".
Ao contrário do sangue, que é impulsionado através dos vasos através da força do coração, a linfa depende exclusivamente da ação de agentes externos para poder circular. Ao caminharmos, os músculos da perna comprimem os vasos linfáticos, deslocando a linfa em seu interior. A linfa bombeada pela ação muscular segue desta forma em direção ao abdómen, onde será filtrada e eliminará as toxinas com a urina e fezes. Outros movimentos corporais também deslocam a linfa, tais como a respiração, atividade intestinal e compressões externas, como a massagem. Permanecer por longos tempos parado em uma só posição faz com que a linfa tenha a tendência a se acumular nos pés, por influência da gravidade, causando inchaço.